# Урусов, Юрий Семёнович
Князь Юрий Семёнович Урусов (ум. около 1719) — воевода и боярин во времена правления Фёдора Алексеевича, правительницы Софьи Алексеевны, Ивана V и Петра I Алексеевичей.
Сын воеводы и кравчего, боярина Семена Андреевича Урусова и княжны Федосьи Борисовны Лыковой. 

## Биография
Сопровождал вместе со своими братьями князьями Урусовыми царя Фёдора Алексеевича в походах 1680—1681 годов. Пожалован 13 февраля 1681 года чином боярин. В 1683 году воевода в Мензелинске. По указу от 10 мая 1715 года наследовал «по родству» московский двор своей племянницы боярыни Анастасии Петровны Шереметевой (1662 — 31 января 1715), который продал уже через год (в апреле 1716) вице-губернатору Азовской губернии Степану Андреевичу Колычёву.
Умер до января 1720 года, когда княгиня Ульяна Васильевна Урусова упоминается уже вдовою.

## Семья
Бабка по матери — Анастасия Никитична Романова — доводилась тёткой царю Михаилу Фёдоровичу.
Женат дважды. 
1. Наталья Петровна Северова (с 1684 года, в 1-м браке Шереметева) (165? — 1697) — дочь дворянина московского Петра Ивановича Северова (ум. 1669), внучка подьячего (1627—1629) Ивана Наумовича Северова, вдова (1-й брак с 1670 года) Ивана Петровича Шереметева (ок. 1655 — 1682), родного брата графа Б. П. Шереметева. Владелица сельца Шолохово Московского уезда. Была последнею в роде Северовых и умерла бездетной. Сельцо Шолохово, как выморочное, было отписано в казну.
2. Ульяна Васильевна Стрешнева с 1700 года (168? — между 1731 и 1746) — дочь окольничего Василия Фёдоровича Стрешнева (ум. 1703). Владелица села Пружинино Ростовского уезда.

Дети от второго брака:
- Мария Юрьевна — не замужем.

- Евдокия Юрьевна (? — 1755) — не замужем.

- Федолея (Федосья) Юрьевна — замужем за графом Епафродитом Ивановичем Мусиным-Пушкиным (? — 1733).